# PEN Clube Português
O P.E.N. Clube Português é o afiliado em Portugal do PEN International. Foi criado em 1978, em estreita articulação com a actividade do P.E.N. Internacional, concretizada no trabalho dos respectivos comités (Escritores na Prisão, Tradução e Direitos Linguísticos, Escritores para a Paz e Mulheres Escritoras), com os seus encontros regulares e a Assembleia anual plenária.

O P.E.N. Clube é a maior e a mais importante organização mundial de escritores empenhada na defesa da liberdade de expressão, bem como de direitos e valores humanistas.

## História do P.E.N. Clube Português
A história da fundação do P.E.N. Clube Português, oficialmente, é breve mas o seu passado não oficial já é longo. Há notícia de que as primeiras tentativas para a fundação de um Centro do P.E.N. em Portugal datam de antes da Segunda Grande Guerra, tendo esses esforços sido renovados periodicamente, mas sem grande êxito, até à completa mudança do regime político então em vigor, o que se verificou só a partir de 1974. T

### Uma primeira tentativa de fundação entre 1935-1938
Num texto publicado no Diário de Lisboa em 1938, depois incluído no seu livro Capital do Espírito, uma colectânea de entrevistas a diversos escritores (Lisboa, Tipografia da Empresa Nacional de Publicidade, 1939), o jornalista Luís Forjaz Trigueiros refere que em 1937, estando em Paris para entrevistar alguns escritores franceses e desejando encontrar-se com Jules Romains, na altura Presidente do P.E.N. Francês, estando este ausente, entrara em contacto com Henri Membré, Secretário Geral da então denominada Maison Internationale des PEN Clubs, que era também um Centro onde membros do P.E.N., de passagem por Paris, poderiam ficar alojados por alguns dias.
A convite de António Ferro, Henri Membré já se havia deslocado a Portugal em 1935, incluído num grupo de escritores de renome, como François Mauriac, Jacques Maritain, Maeterlink, Gabriela Mistral e Jules Romains, tendo essa visita como objectivo incentivar o contacto de escritores portugueses com membros do P.E.N. Francês, numa tentativa de aproximação que não teve seguimento prático, entre outros motivos, devido ao clima de guerra que entretanto se gerou.
Aproveitando o seu encontro com Henri Membré, e uma vez que estava impossibilitado de entrevistar pessoalmente Jules Romains, Luís Forjaz Trigueiros enviou a esse escritor, por intermédio de Henri Membré, um questionário ao qual Jules Romains respondeu, também por escrito, algumas semanas depois. Acerca desse questionário, cujo teor actualmente se desconhece, o seu autor declara apenas que o seu objectivo era sobretudo perguntar ao célebre escritor «qual o papel do intelectual no mundo contemporâneo». Da resposta obtida restam apenas fragmentos que, segundo refere Luís Forjaz Trigueiros, Henri Membré lhe leu e ele depois traduziu e incluiu na sua já referida colectânea de entrevistas a escritores franceses.
Do contacto de escritores portugueses com intelectuais franceses, ligados ao P.E.N. Internacional, é também representativa a seguinte carta que em 1935, Fidelino de Figueiredo, delegado independente em Portugal do P.E.N. Internacional, escreveu a Ferreira de Castro, então Director do Semanário O Diabo, carta que revela o contacto que alguns escritores portugueses tinham, pelo menos individualmente, com o P.E.N. Internacional e até que ponto estavam cientes da responsabilidade por eles assumida relativamente às suas directivas:
«Lisboa, 30 de Outubro de 1935
Exmo. Sr.
Ferreira de Castro
Redacção de «O Diabo»
Lisboa.
Querido amigo:
Escreve-me Mr. Hermon Ould, secretário geral da associação internacional de escritores, com sede em Londres, «THE PEN», da qual tenho a honra de ser delegado em Portugal, a pedir que promova a divulgação em Portugal da moção apresentada e aprovada pelo Pen Club de Paris, e que diligencie obter assinaturas de adesão à sua doutrina. Remeto-lhe o próprio texto e muito lhe agradeço desde já que faça alguma coisa nesse sentido nas colunas de «O Diabo». Escusado é dizer que eu sou um dos mais calorosos aderentes e signatários dessa doutrina. Os primeiros signatários franceses foram Paul Valéry, Jules Romains e André Gide. Entre os ingleses também lá se contam nomes preeminentes, diz-mo Mr. Ould.»

Esta carta, incluída no volume 100 Cartas a Ferreira de Castro, foi publicada pela Câmara Municipal de Sintra em 1992. Ferreira de Castro, acedendo ao pedido nela contido, publicou o referido texto na primeira página do n°71 de «O Diabo», em 3 deNovembro de 1935. Eis o seu conteúdo:
O P.E.N. Club e a guerra
O P.E.N. Club, a grande associação de escritores, cujo actual presidente é o famoso romancista H. G. Wells, acaba de dirigir aos seus associados do mundo inteiro a seguinte nota:
«Em presença dos deploráveis acontecimentos actuais do estado de guerra criado e dos riscos de guerra geral que ele estimula, os membros da Federação dos P.E.N. Clubs, associação internacional de escritores de 40 países, crêem ser do seu dever recordar solenemente o parágrafo do 3° artigo 1° dos seus estatutos:
«Os membros dos P.E.N. Clubs usarão, em todas as circunstâncias das influências que possam exercer, pessoalmente e através dos seus escritos, a favor da compreensão e do respeito mútuo dos povos.»
A esta doutrina deram imediatamente adesão centenas de escritores franceses e ingleses entre os quais destacamos os Srs. Paul Valery, Jules Romains e André Gide.»
Este texto, ilustrativo da postura interventiva esperada de todos os membros do P.E.N., diz respeito à invasão da Etiópia pelo exército de Mussolini, que ocorreu em 3 de Outubro de 1935 mas também prenuncia já a Segunda Grande Guerra, que eclodiu em 1939.
Desta época não se conhecem outros vestígios de contacto dos portugueses com o P.E.N. Internacional, que certamente continuaram a título individual, particular, sem possibilidade de uma legitimação oficial, embora a publicação de um texto como este seja significativa de alguma tolerância.

### Nova tentativa de fundação em 1945
Uma tentativa que chegou a ter efeitos práticos, ocorreu por volta de 1945, depois do fim da Segunda Grande Guerra, inicialmente associada ao Movimento de Unidade Democrática (MUD), ao qual aderiu um grupo de escritores, jornalistas e artistas portugueses. Como refere Mário Neves num importante artigo intitulado Pen Club Português: uma história com 40 anos, publicado no semanário JL em 11 de Maio de 1987 e que passaremos a citar, esses intelectuais formaram uma Comissão que tinha por objectivo desenvolver uma intensa actividade de divulgação cultural, a fim de «defender a cultura e o espírito democrático», conforme constava de uma circular assinada por Adolfo Casais Monteiro, Álvaro Salema, Alves Redol, Aquilino Ribeiro, Armindo Rodrigues, Carvalhão Duarte, Fernando Lopes Graça, Ferreira de Castro, Flausino Torres, Irene Lisboa, João Gaspar Simões, João da Silva, José Bacelar, Manuel Mendes, Manuel Rodrigues Lapa, Mário Dionísio, Mário Neves e Rocha Martins. Nessa altura, informa Mário Neves, foi também enviada ao Comité Internacional de Escritores Franceses uma mensagem de solidariedade, louvando a sua acção como «defensores das liberdades democráticas essenciais» que haviam «sabido sustentar a posição que se impunha ao lado de todos os franceses que combatiam o inimigo», demonstrando assim a desejável «medida comum entre o espírito e a acção.»
Mário Neves refere ainda que essa mensagem, assinada pela maior parte dos membros da referida Comissão, foi publicada no semanário Les Lettres Françaises num dos seus números de Outubro desse ano. Entretanto, pela mesma altura, os membros dessa Comissão, tendo tido conhecimento de que o escritor Fidelino de Figueiredo tinha contactos com o P.E.N. Club Internacional, decidiram solicitar o seu auxílio para a instalação de um Centro Português, a ser integrado na Federação do P.E.N. Internacional. Fidelino de Figueiredo aceitou esse encargo, secundado por Alves Redol e Mário Dionísio. Assim que a proposta portuguesa foi aceite pela direcção do P.E.N. Internacional, começaram os preparativos para a criação desse Centro. Em 1947, depois de elaborados os Estatutos, foi publicado o Regulamento do P.E.N. Club Português, que passava a estar filiado no P.E.N. Club Internacional.
Determinando os Estatutos do P.E.N. Club Português que ele deveria  ser constituído por «membros fundadores e membros ordinários», foram escolhidos os seguintes quarenta escritores para preencher a categoria inicial: Adolfo Casais Monteiro, Alberto Candeias, Álvaro Salema, Alves Redol, António Sérgio, Aquilino Ribeiro, Armindo Rodrigues, Assis Esperança, Branquinho da Fonseca, Câmara Reis, Eduardo Scarlatti, Fernando Lopes Graça, Ferreira de Castro, Fidelino de Figueiredo, Flausino Torres, Hernâni Cidade, Irene Lisboa, João de Barros, João Campos Lima, João de Deus Ramos, João Gaspar Simões, Joaquim Manso, José Bacelar, José Gomes Ferreira, José Régio, José Ribeiro dos Santos, Julião Quintinha, Manuel Mendes, Manuela de Azevedo, Manuela Porto, Maria Lamas, Mário Dionísio, Mário Neves, Ramada Curto, Roberto Nobre, Rocha Martins, Rodrigues Lapa, Vieira de Almeida, Visconde da Lagoa e Vitorino Nemésio.
Em seguida constituiu-se a primeira Comissão Executiva tendo como Presidente Fidelino de Figueiredo; Aquilino Ribeiro e Ferreira de Castro como Vice-Presidentes; Alves Redol e Mário Dionísio respectivamente como Secretário-Geral Adjunto; Assis Esperança como Tesoureiro; Irene Lisboa, Rodrigues Lapa, Adolfo Casais Monteiro, Armindo Rodrigues e Mário Neves como Vogais.
Essa primeira fase da existência do P.E.N. Club Português não foi fácil, dado o regime político então vigente no país, um regime altamente repressivo da liberdade de expressão, particularmente da liberdade implícita na Carta Internacional do P.E.N., onde se declara que «o P.E.N. defende o princípio de livre circulação das ideias dentro de cada nação e entre todas as nações», tendo os seus membros «o dever de se opor a qualquer forma de restrição da liberdade de expressão no seu próprio país ou comunidade a que pertençam, assim como em todo o mundo, se possível.»
Essa postura progressista de defesa da liberdade de expressão que caracteriza, entre outros aspectos, a acção de qualquer Centro do P.E.N. e a cujos princípios o Centro Português deveria obedecer, só podia criar as maiores dificuldades à sua implantação no nosso país. Mesmo assim, os membros do P.E.N. Português não desistiram, intensificando os seus contactos internacionais a fim de criar para o Centro um lugar no conjunto da Federação Internacional. Em meados de 1947, segundo refere Mário Neves, o P.E.N. Clube Português já era mencionado nas publicações dos Centros congéneres, reconhecendo-se assim, internacionalmente, a sua existência, a qual só poderia desagradar ao sistema repressivo nacional, fechado ao mundo, que ostensivamente defendia o princípio do «orgulhosamente sós».
Essa incompatibilidade ideológica, acrescida de desavenças dentro do próprio Centro, acabou por levar à destituição de Fidelino de Figueiredo do cargo de Presidente em Julho de 1947. Esse facto obrigou à eleição de uma Nova Comissão Executiva, que teve lugar nesse mesmo ano e que foi constituída pelos seguintes membros: Presidente, João de Barros; Vice-Presidentes, Ferreira de Castro e Rodrigues Lapa; Secretário Geral e Secretário-Geral Adjunto, respectivamente, Alves Redol e Mário Dionísio; Tesoureiro, Assis Esperança; Vogais, Irene Lisboa, Branquinho da Fonseca, Casais Monteiro, Armindo Rodrigues e Mário Neves. Uma proposta de louvor pela acção de Fidelino de Figueiredo em prol da criação do P.E.N. Português, proposta por Armindo Rodrigues, foi aprovada por aclamação.
Mas o clima político que, apesar das suas restrições, tornara possível a criação de um Centro do P.E.N. em Portugal na década de 40, foi-se agudizando e, como comenta Mário Neves, aos poucos, os seus filiados, «não dispondo das condições mínimas indispensáveis para o desenrolar de uma acção livre e fecunda, resignaram-se a ver morrer uma organização com que tiveram a veleidade de sonhar.» Gradualmente, o P.E.N. Club Português, sem uma verdadeira capacidade para agir e intervir na sociedade sua contemporânea, entrou numa «longa e penosa hibernação» de que só viria a despertar após a Revolução do 25 de Abril.

### Mais uma tentativa entre 1963-1964
Em 1963, passados 16 anos, quando o país já estava mergulhado na Guerra Colonial e o regime periclitava, veio a Lisboa o Dr. Paul Tabori, representante do International Writer's Fund do P.E.N. Club Internacional, com o objectivo de contactar os escritores portugueses a fim de se tentar mais uma vez a possibilidade de instalação de um Centro Português do P.E.N.. Esse contacto foi feito através da Sociedade Portuguesa de Escritores, no momento em que era seu Presidente o romancista Ferreira de Castro. Foi então nomeada uma comissão ad hoc para tratar do assunto, de que fizeram parte vários escritores (cujos nomes, infelizmente não ficaram registados), sabendo-se, pela correspondência que chegou até nós, que Ana Hatherly foi encarregada de manter os contactos com o P.E.N. Internacional, sediado em Londres.
Segundo essa correspondência, depois de tentativas feitas, sem êxito, junto das autoridades portuguesas, e em que é de notar o apoio do British Council em Lisboa, a Comissão ad hoc para a instalação do P.E.N. Club em Portugal foi dissolvida em Fevereiro de 1964, tendo sido mais uma vez abandonadas as esperanças da fundação de um Centro do P.E.N. no nosso país.

## A Fundação do actual P.E.N. Clube Português
Com o 25 de Abril, que deu origem à queda do antigo regime, deixou de haver impedimento à abertura de um Centro do P.E.N. e assim, em 15 de Novembro de 1974, uma comissão constituída por Sophia de Mello Breyner Andresen, Maria Amélia Neto, Maria Velho da Costa e Casimiro de Brito, conseguiu reunir as assinaturas de 24 escritores (o P.E.N. Internacional exige a assinatura de pelo menos 20 escritores para a fundação de um Centro), que vieram a ser os signatários da Carta de Constituição do Centro Português do P.E.N.. Essa lista de sócios fundadores foi enviada ao P.E.N. Internacional juntamente com um pedido de adesão, o qual foi aprovado no 39° Congresso Internacional do P.E.N., que teve lugar em Israel em 1974.
Esses primeiros sócios fundadores foram os seguintes (pela ordem de assinatura): José Gomes Ferreira, Maria Velho da Costa, Maria Amélia Neto, Manuel Ferreira, Casimiro de Brito, Pedro Tamen, Vergílio Ferreira, Ana Hatherly, Salette Tavares, José Cardoso Pires, José Palla e Carmo, Eugénio de Andrade, Fernanda Botelho, Fernando Namora, Jacinto do Prado Coelho, E. M. de Melo e Castro, Sophia de Mello Breyner Andresen, Urbano Tavares Rodrigues, Maria Judite de Carvalho, Bernardo Santareno, Paulo Quintela, Oscar Lopes, Miguel Torga e Manuel Alegre.
Com essa proposta tinha sido dado um novo passo no sentido de se criar um Centro do P.E.N. em Portugal, mas até se poder instituir um verdadeiro Centro com existência legal ante as autoridades portuguesas, foi preciso esperar ainda pelo ano de 1978, quando em Abril, depois de uma reunião que se realizou na Associação Portuguesa de Escritores, presidida por Sophia de Mello Breyner Andresen e a que assistiu um número legal de sócios fundadores, foram eleitos provisoriamente para a Direcção do P.E.N. Club Português, Almeida Faria como Presidente e Ana Hatherly como Secretária. A decisão dessa assembleia foi então comunicada ao P.E.N. Internacional.
Graças à colaboração do escritor e jurista Luís Francisco Rebello que, partindo dos Estatutos Internacionais do P.E.N. Club, redigiu os Estatutos do P.E.N. Club Português, foram estes discutidos e aprovados em reunião de 3 de Outubro de 1978. Em 28 de Dezembro desse mesmo ano foi assinada pelos escritores Pedro Tamen, Ana Hatherly e Casimiro de Brito a escritura notarial da constituição do P.E.N. Club Português, a qual foi publicada no Diário da República em 26 de Maio de 1979.
Em 24 de Janeiro de 1979 foram então legalmente eleitos os primeiros corpos gerentes, pela seguinte ordem: Assembleia Geral: Presidente, Pedro Tamen; 1° Secretário, E. M. de Melo e Castro, 2° Secretário, Saudade Cortesão Mendes; Direcção: Presidente Almeida Faria, Vice-Presidentes, Ana Hatherly e Casimiro de Brito; Conselho Fiscal: José Palla e Carmo e Manuel Ferreira.
As dificuldades de instalação do P.E.N. em Portugal antes do 25 de Abril podem ser facilmente explicadas através de uma breve análise dos objectivos que o P.E.N. Internacional, desde início, se propôs levar a cabo em todos os países e que constam da sua CARTA e dos seus Estatutos.
A Carta Internacional do P.E.N. (para a qual remete expressamente o n°2 do Art.° 1.° dos Estatutos do P.E.N. Club Português) é aqui reproduzida em tradução portuguesa, anexa a este texto. Da sua leitura rapidamente se depreende que só tão tarde tenha sido possível o estabelecimento de um Centro do P.E.N. em Portugal.
Quanto à origem do P.E.N. Internacional, que actualmente tem Centros em todo o mundo, foi fundado em Inglaterra em 1921 por uma escritora, Catharine Amy Dawson Scott, a partir de uma ideia lançada pelo romancista inglês John Galsworthy, que foi também o seu primeiro Presidente. Entre outros membros que sucessivamente foram também Presidentes contam-se H.G.Wells, Alberto Morávia, Arthur Miller, Pierre Emmanuel, Heinrich Boll, V.S. Prichett, Mário Vargas Llosa, Per Wasterberg, Francis King e Gyorgy Konrád.
Actualmente o P.E.N. Internacional é a maior e a mais importante organização mundial de escritores empenhada na defesa, não só da sua liberdade de expressão, mas também dos direitos e dos valores humanistas, compreendendo Comissões que se ocupam de áreas específicas como o Comité para os Escritores na Prisão, o Comité para a defesa da Paz, o Comité para a defesa dos Direitos Linguísticos, etc. Os escritores que integram cada uma dessas Comissões reúnem-se periodicamente em Conferências e Congressos nacionais e mundiais do P.E.N..
Representantes do P.E.N. Português integram sempre essas Comissões, participando activamente nelas.
Uma das áreas em que o P.E.N. Português teve um papel dominante foi na Comissão encarregada de conduzir uma Declaração Universal dos Direitos Linguísticos, fundada em 1988 pelo Comité de Traduções e Direitos Linguísticos, tendo Ana Hatherly como Presidente e Isidor Cônsul, do P.E.N. Catalão, como Secretário. Após longos debates e sucessivos aperfeiçoamentos foi possível chegar à aprovação da Declaração Universal dos Direitos Linguísticos numa sessão da Assembleia de Participantes da Conferência Mundial que teve lugar em 6 de Junho de 1996 no Auditório da Universidade de Barcelona.  O texto em português (tradução de Wanda Ramos) foi publicado em 1999 pelo nosso Centro, com o patrocínio da Comissão Nacional da UNESCO.
Outra actividade internacional em que o papel do P.E.N. Português teve particular relevância foi a campanha a favor da libertação de Xanana Gusmão, actualmente membro honorário do nosso Centro. A acção do P.E.N português que, durante mais de dez anos, decorreu em assembleias internacionais, foi uma forte contribuição para a independência de Timor-Leste.